# بطولة العالم لسباق الدراجات على الطريق 1946
بطولة العالم لسباق الدراجات على الطريق 1946 هي الدورة الـ 19 من بطولة العالم لسباق الدراجات على الطريق، أجريت في زيورخ، سويسرا.

## النتائج النهائية
| المسابقة            | ذهبية                | فضية                 | برونزية                    |
| ------------------- | -------------------- | -------------------- | -------------------------- |
| الرجال              |                      |                      |                            |
| سباق الطريق المداري | Hans Knecht (سويسرا) | مارسيل كينت (بلجيكا) | ريك فان ستينبرجين (بلجيكا) |